# La Pastora (Bouguereau)
La Pastora (el título original Pastourelle es un regionalismo del idioma francés) es un cuadro del artista francés William-Adolphe Bouguereau realizado en 1889; es la representación idílica de una joven mujer pastora del sur de Francia, descalza en primer plano, con la vara sobre los hombros, las vacas pastando en el prado al fondo. La joven que posó como modelo aparece en otras obras del artista, como La bohemia. La pieza se encuentra en exhibición permanente en el Museo de Arte Philbrook en Tulsa, Oklahoma.